# Estrella de hierro

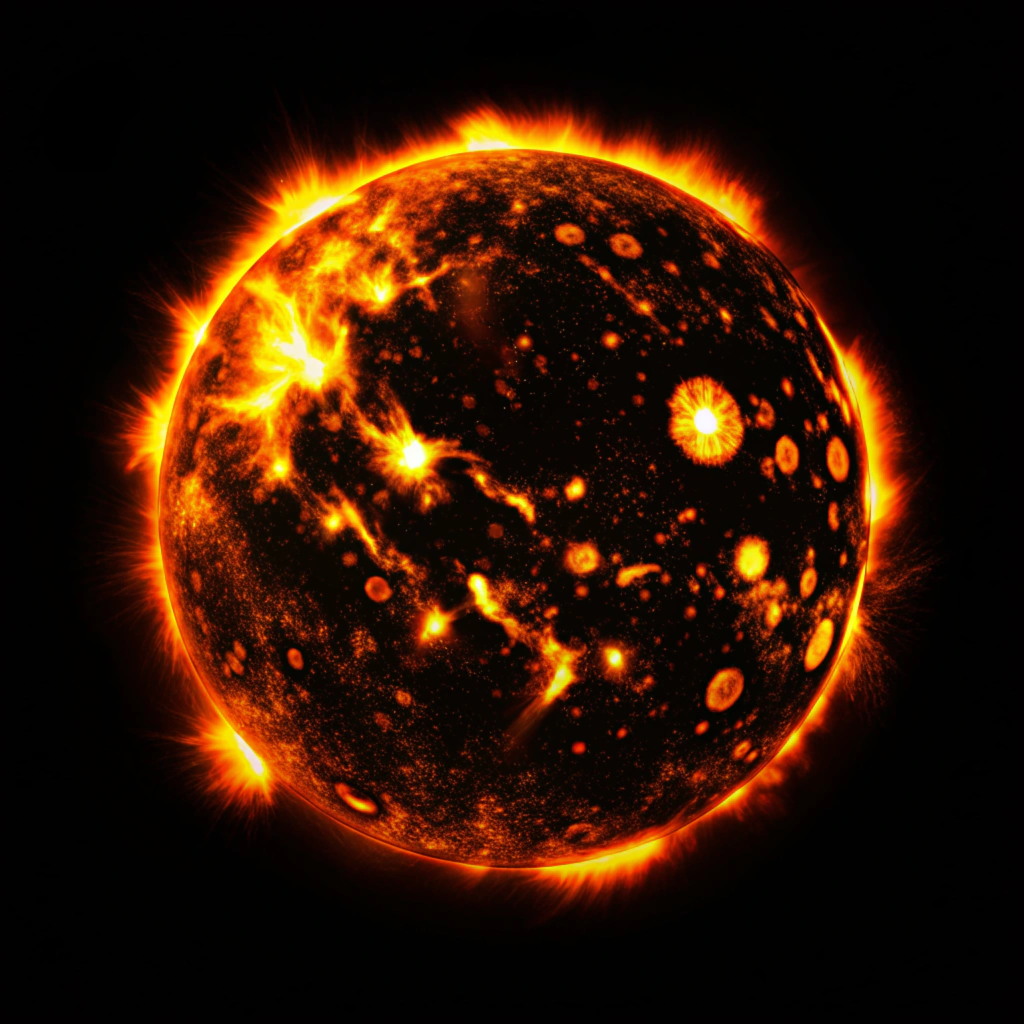
Una impresión artística de la Estrella de Hierro

En astronomía, una estrella de hierro es un tipo hipotético de estrella que podría darse en el universo dentro de 101500 años asumiendo que el protón no se desintegre. La premisa detrás de ellas es que por un lado los núcleos ligeros de la materia normal acabarían por fusionarse debido al efecto túnel en hierro, más concretamente en hierro 56 (su isótopo más estable y también el elemento más estable de la naturaleza), y por otro que reacciones de fisión y emisión de partículas alfa acabarían por convertir los núcleos más pesados también en hierro, con el resultado de que los cuerpos de masas comparables a las de una estrella existentes por entonces quedarían convertidos en frías esferas de hierro.